# Трициртис коротковолосистый
Трициртис коротковолосистый (лат. Tricyrtis hirta) — многолетнее травянистое короткокорневищное растение семейства Лилейные (Liliaceae). Происходит из субтропических лесов Японских островов. Цветы растения весьма декоративны, но вид редко применяется в культуре.

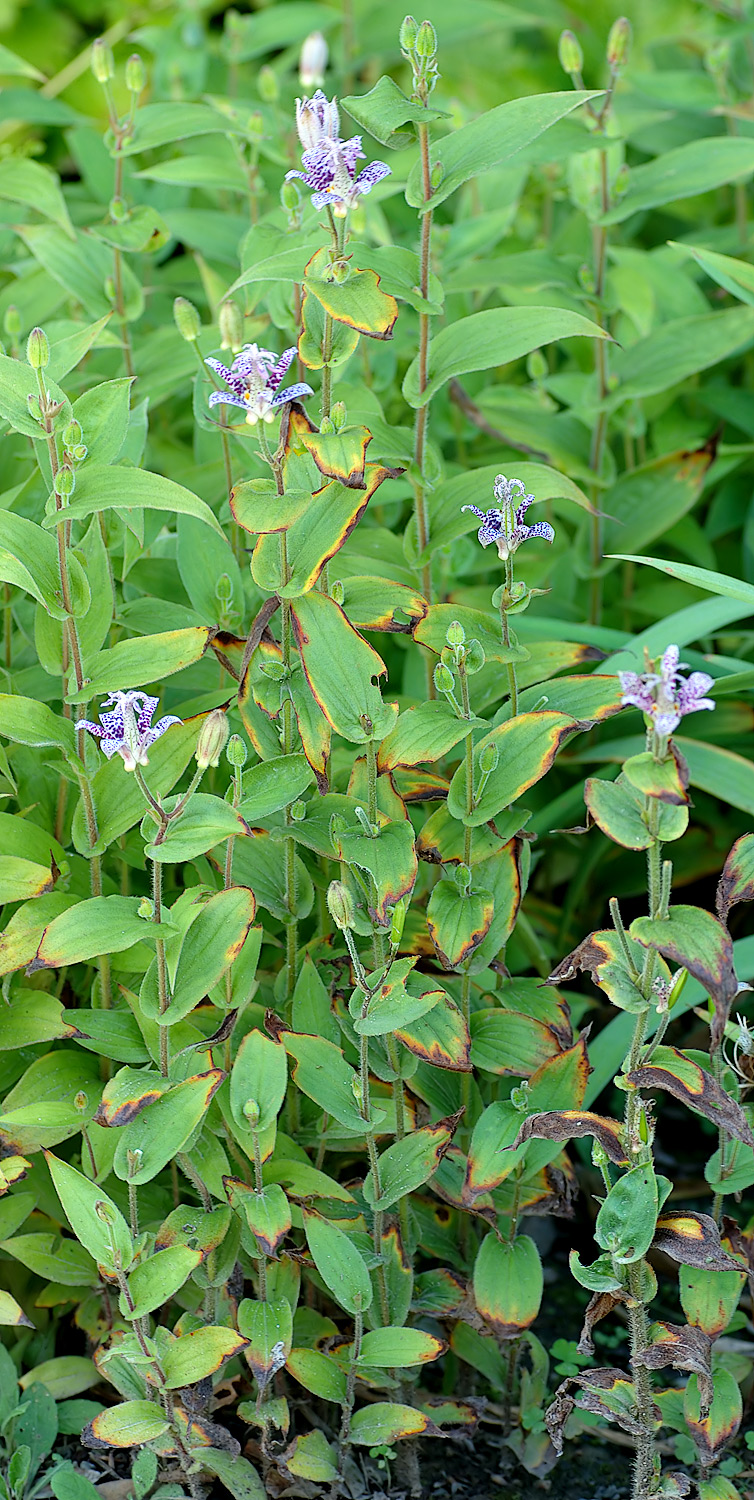
Общий вид растения.

## Описание
Растение имеет тонкий стебель высотой 40—80 см , цилиндрический, густо коротко опушеный. 
Листья от широколанцетных до эллиптических, коротко опушенные, 8—15 см длиной и 2—5 см шириной; верхние стеблеобъемлющие. 
На верхушке и в пазухе листа обычно располагается от 1 до 3 цветков, они белые, с многочисленными пурпурными пятнами; листочки околоцветника острые длиной 2,5—3 см. Цветоножки обычно короче цветков. В конце лета—осенью растение цветёт. Кусты трициртиса сильно разрастаются вширь и образуют горизонтальные подземные побеги.

## В культуре
Вид мало распространен в культуре. Используется для озеленения тенистых мест. Растение особенно хорошо растет на легкой почве с добавлением торфа. 
Размножаются семенами (цветет на 2—3-й год) и делением корневища. Относительно зимостойкий. 

## Разновидности
- Tricyrtis hirta var. masamunei (Makino) Masam. — Трициртис коротковолосистый Масамуна
- Tricyrtis hirta var. nigra hort. — Трициртис коротковолосистый чёрный